# 南武阳故城
南武阳故城，位于山东省平邑县仲村镇。是中华人民共和国山东省省级文物保护单位之一。
2013年，列入第四批山东省文物保护单位，该文物保护单位是一座古遗址。